# Polskie Stowarzyszenie Pedagogów i Animatorów KLANZA
Polskie Stowarzyszenie Pedagogów i Animatorów KLANZA – zarejestrowana w 2001 polska organizacja pozarządowa zajmująca się działaniami z zakresu podnoszenia kompetencji nauczycieli i pedagogów, prowadzenia działań animacyjnych, profilaktyką społeczną i wyrównywaniem szans edukacyjnych. Stowarzyszenie prowadzi szkolenia, konferencje, projekty edukacyjne oraz wydaje publikacje. Działalność stowarzyszenia jest kontynuacją działań Klubu Animatora Zabawy (w skrócie: KLANZA), które rozpoczęły się w 1990 roku w Lublinie. Metody pracy opierają się m.in. na doświadczeniu jednej z założycielek organizacji dr Zofii Zaorskiej. W latach 2005–2010 Stowarzyszenie KLANZA było realizatorem programu Polsko-Amerykańskiej Fundacji Wolności PROJEKTOR – Wolontariat Studencki.
Od nazwy stowarzyszenie pochodzi określenie Chusta Klanzy stosowane wobec chusty animacyjnej.
W 2004 za Stowarzyszenie KLANZA zostało wyróżnione w konkursie Pro publico bono.